# Alemaz Samuel
Alemaz Samuel, née le 5 juillet 1999, est une athlète éthiopienne, spécialiste du 1 500 mètres.

## Biographie
En juillet 2018, elle remporte la médaille d'or du 1 500 mètres lors des Championnats du monde juniors d'athlétisme 2018, à Tampere en Finlande.

## Palmarès
- 2018 :  Championnats du monde juniors (4 min 9 s 67)